# Riedelia decurva
Riedelia decurva là một loài thực vật có hoa trong họ Gừng. Loài này được Henry Nicholas Ridley miêu tả khoa học đầu tiên năm 1886 dưới danh pháp Alpinia decurva. Năm 1914, Theodoric Valeton chuyển nó sang chi Riedelia.

## Phân bố
Loài này được tìm thấy ở cao độ 610-762 m (2.000-2.500 ft) trên cao nguyên Sogeri (Sogere), Papua New Guinea. Mẫu vật điển hình:  H.O. Forbes 41, 53, 57, 229, 231, 253 do Henry Ogg Forbes (1851-1932) thu thập tháng 10 năm 1885. Henry Ogg Forbes đã tiến hành công việc thu thập mẫu vật tại khu vực dãy núi Astrolabe ở đông nam New Guinea, và mẫu thu tại cao nguyên Sogeri gần Port Moresby.